# Unidos da Cova da Onça
A Sociedade Recreativa e Cultural Escola de Samba Unidos da Cova da Onça é uma escola de samba da cidade de Uruguaiana. Sua sede, denominada Alto do Bronze, está situada na esquina das ruas Bento Martins e Marechal Deodoro, no Bairro Boa Vista.

## História
A escola surgiu no bairro de mesmo nome à época, no final da década de 60, pelas mãos de famílias que viviam na Rua 24 de Maio (hoje Eustáquio Ormazabal), ao redor da Refinaria Riograndense de Petróleo, muitas delas oriundas da vizinha cidade de Quarai, como os Mathias Abreu. Essas pessoas, desde que chegaram a Uruguaiana, estavam bastante envolvidas com a arte da música e o meio musical da cidade. Uma delas, a Sra. Alice (a matriarca), por exemplo, não perdia oportunidade de envolver os vizinhos e familiares nas festas de finais de semana.
Outros personagens tais como Batista, Belela, Doloroso e Tajes, entre outras figuras locais, esquentavam tais reuniões. A musicalidade oriunda dali se acentuava no período de carnaval, quando participavam de encontros nos principais clubes da cidade. Foi então que o jovem Edson Mathias Abreu, o Mussum, resolveu reunir um grupo de meninos e meninas (em formato de bateria de samba mirim), para uma apresentação no dia 16 de janeiro de 1970, no programa de rádio chamado Quero-Quero Show, da Rádio São Miguel, e que era realizado no Salão Paroquial da Catedral de Sant'Ana de Uruguaiana. Esse programa tinha o objetivo de ser um show de revelação para talentos da cidade, naquela época.
Surgia então a ESU Cova da Onça, nome sugerido por Dalmiro Mathias Abreu (Tiquinho), trazendo em seu pavilhão as cores vermelho e branco, e tendo como símbolo maior a onça-pintada. A escola de samba Os Rouxinóis é sua principal concorrente na disputa pelo título maior do Carnaval de Uruguaiana.
Por vários anos, Sergio Mathias Abreu, o Palhaço, foi o grande intérprete da escola, abrilhantando com timbre singular vários sambas que ficaram na história da escola. Ele, antes mesmo dos intérpretes do Rio de Janeiro terem iniciado a entoar suas "marcas registradas", que dão início aos desfiles de suas agremiações, tinha como grito de "guerra" na avenida: "Alô meu povão vermelho e branco". Com a onda de nome de baterias, sua bateria foi batizada de Furiosa, mesmo nome da bateria da Acadêmicos do Salgueiro, e também trazendo da escola carioca Mestre Marcão.
Nos últimos anos, acompanhando o crescimento do Carnaval Fora de Época da cidade, a escola contou com grandes artistas e intérpretes. Muitos deles são celebridades reconhecidas do Carnaval, como: Bruno Ribas, Emerson Dias, Dominguinhos do Estácio, Wander Pires e Ito Melodia, além da beleza e simpatia das passistas Clara Paixão e Marisa Furacão, da ex-madrinha de bateria da Mocidade e Mangueira Thatiana Pagung e Renata Santos.
Em 2011, com enredo sobre o arroz, a escola foi campeã do Carnaval da cidade, empatando em pontos, mas vencendo no quarto desempate, no quesito harmonia. Após o resultado final, o presidente José Carlos Zaccaro dedicou a conquista a um ex-presidente, falecido no dia anterior.Depois de 4 vitórias seguidas, em 2014, a escola conquista o 3° lugar (nesse ano a ganhadora foi a Ilha do Marduque). Em 2015, com uma crise financeira estabelecida, a escola novamente não ganha o carnaval e acaba ficando com o 4° lugar. Em 2016, ainda com uma crise financeira, a escola foi à avenida e conquistou o vice-campeonato.

## Segmentos

### Presidentes
| Nome                | Mandato   | Ref.        |
| ------------------- | --------- | ----------- |
| José Carlos Zaccaro | ? -       | [ 5 ] [ 6 ] |
| Jean de Souza       | 2019-2020 |             |

### Diretores
| Ano  | Diretor de Carnaval | Diretor de harmonia | Mestre de bateria | Ref.  |
| ---- | ------------------- | ------------------- | ----------------- | ----- |
| 2014 | Jean de Souza       | Jean de Souza       | Eduardo Soares    | [ 7 ] |
| 2015 | Émerson Ortiz       |                     | Júnior            | [ 5 ] |
| 2016 | Émerson Ortiz       | Jean Souza          | Lukas             | [ 6 ] |

### Coreógrafo
| Ano       | Nome               | Ref.        |
| --------- | ------------------ | ----------- |
| 2007-2023 | Cristina Fernandez | [ 6 ] [ 5 ] |

### Mestre-sala e Porta-bandeira
| Ano       | Nome                             | Ref.        |
| --------- | -------------------------------- | ----------- |
| 2014      | Sidclei Santos e Gleice Simpatia |             |
| 2015-2016 | Sidclei Santos e Marcella Alves  | [ 5 ] [ 6 ] |
| 2020-     | Sidclei Santos e Marcella Alves  |             |

### Corte de Bateria
| Ano  | Rainha            | Madrinha        | Ref.  |
| ---- | ----------------- | --------------- | ----- |
| 2013 | Viviane Araújo    |                 | [ 8 ] |
| 2014 | Ana Regina Acosta | Viviane Araújo  |       |
| 2015 | Clara Paixão      | Viviane Araújo  | [ 5 ] |
| 2015 |                   | Carla Fernandes | [ 6 ] |
| 2020 | Carlise Lesonier  | Helena Paz      |       |

## Carnavais
| Ano                                   | Colocação    | Grupo    | Enredo                                                                          | Carnavalesco                                                         | Intérprete                      | Ref.                        |
| ------------------------------------- | ------------ | -------- | ------------------------------------------------------------------------------- | -------------------------------------------------------------------- | ------------------------------- | --------------------------- |
| 1993                                  |              | 1º       | O cartola que deixou saudades - Manivela                                        | Diko                                                                 |                                 | [ 1 ]                       |
| 1994                                  |              | 1º       | Deu Ziriguidum na História do Amor                                              | Jose Danova                                                          |                                 | [ 1 ]                       |
| 1995                                  | Campeã       | 1º       | Sonhando Sou Feliz                                                              |                                                                      |                                 | [ 1 ]                       |
| 1996                                  | Campeã       | 1º       | A face do disfarce                                                              | Geja                                                                 |                                 | [ 1 ]                       |
| Não ocorreu desfile em 1997           |              |          |                                                                                 |                                                                      |                                 |                             |
| 1998                                  | Não Desfilou |          |                                                                                 |                                                                      |                                 | [ 1 ]                       |
| 1999                                  |              | 1º       | Fogo, beleza e Paixão                                                           | Diko                                                                 |                                 | [ 1 ]                       |
| 2000                                  |              | 1º       | Da Criação do Universo a Imaginação do Futuro                                   | Guto                                                                 |                                 | [ 1 ]                       |
| 2001                                  |              | 1º       | Deu Quibe no Samba                                                              |                                                                      |                                 | [ 1 ]                       |
| 2002                                  | 4º lugar     | 1º       | Do Reino de Netuno à Magia do Samba                                             |                                                                      |                                 | [ 9 ]                       |
| 2003                                  | Vice-campeã  | 1º       | Kizomba N'angola Janga - a Nobreza da Senzala                                   | Diko                                                                 |                                 | [ 1 ]                       |
| 2004                                  | Vice-campeã  | 1º       | No Olho Mágico da Vida, Meu Coração é Vermelho                                  | Diko                                                                 |                                 | [ 1 ]                       |
| 2005                                  | Campeã       | 1º       | Das lendas do Eldorado ao Ouro do Milênio                                       | Diko                                                                 |                                 | [ 1 ]                       |
| 2006                                  | 5º lugar     | 1º       | Espelho, espelho meu, alguém é mais vermelho do que eu?                         | Diko                                                                 | Dominguinhos do Estácio         | [ 1 ] [ 10 ]                |
| 2007                                  | Campeã       | 1º       | Uruguaiana homenageia o Imigrante Vencedor e mostra ao mundo sua etnia'         | Comissão de Carnaval                                                 | Wander Pires                    | [ 1 ] [ 11 ]                |
| 2008                                  | 3º lugar     | 1º       | Cova, Eu Sou a Luz                                                              | Guilherme Xavier                                                     | Serginho do Porto e Bruno Ribas | [ 1 ] [ 12 ] [ 13 ]         |
| 2009                                  | 3º lugar     | 1º       | Carnaval Doce Ilusão, de um Sonho, Construo a Realidade                         | Marcio Puluker e Carlos Carvalho                                     | Serginho do Porto e Bruno Ribas | [ 14 ] [ 12 ] [ 13 ]        |
| 2010                                  | Campeã       | 1º       | Guerreiros da Vida. Protetores da Mãe Terra                                     | Comissão de Carnaval (Marcos Koppke, Regina Koppke, Fernando Genuma) | Wander Pires                    | [ 15 ] [ 11 ]               |
| 2011                                  | Campeã       | 1º       | Arroz: do Império do Meio ao Pampa Gaúcho, o grão que vale ouro                 | Marcos Koppke Fernando Genuma                                        | Ito Melodia                     | [ 16 ] [ 17 ]               |
| 2012                                  | Campeã       | 1º       | Tem Kizomba na Avenida! Cova Canta Martinho, Show da Vila.                      | Marcos Kopke                                                         | Ito Melodia                     | [ 18 ] [ 17 ]               |
| 2013                                  | Campeã       | Especial | Duas Paixões, Num Só Coração                                                    | Marcos Kopke                                                         | Ito Melodia                     | [ 19 ] [ 20 ] [ 17 ]        |
| 2014                                  | 3º lugar     | Especial | Era Uma Vez                                                                     | Marcos Kopke                                                         | Ito Melodia                     | [ 21 ] [ 17 ]               |
| 2015                                  | 4º lugar     | Especial | Ogum Iê! Da Capadócia ao Alto do Bronze, Cova da Onça Festeja Seu Padroeiro     | Marcos Kopke                                                         | Ito Melodia                     | [ 5 ] [ 22 ] [ 23 ] [ 17 ]  |
| 2016                                  | Vice-campeã  | Especial | Mancha y Gato - A Cova da Onça Conta a Saga do Cavalo Crioulo em Nossa História | Comissão de Carnaval                                                 | Ito Melodia                     | [ 24 ] [ 6 ] [ 25 ] [ 17 ]  |
| 2017                                  | Vice-campeã  | Especial | Yes! Nós Temos Samba: Um Século de Emoção!                                      | Comissão de Carnaval                                                 | Ito Melodia                     | [ 26 ] [ 27 ] [ 17 ]        |
| 2018                                  | Vice-campeã  | Especial | Nesse Mundão Sem Porteiras, Faço a Festa do Interior                            | Comissão de Carnaval                                                 | Ito Melodia                     | [ 28 ] [ 29 ] [ 17 ]        |
| 2019                                  | 4º lugar     | Especial | Caminhando Pelo Mundo Místico da Amazônia - Eu Sou a Onça                       | Márcio Puluker                                                       | Emerson Dias                    | [ 30 ] [ 31 ] [ 32 ] [ 33 ] |
| 2020                                  | Campeã       | Especial | Sob a Magia do Tempo – 50 Tons de Cova                                          | Guaracy Feijó                                                        | Emerson Dias                    | [ 34 ] [ 35 ] [ 36 ] [ 33 ] |
| Não ocorreram desfiles em 2021 e 2022 |              |          |                                                                                 |                                                                      |                                 |                             |
| 2023                                  | 4º lugar     | Especial | Atotô Ajuberó - Para Todo Mal Há Cura                                           | Raphael Soares                                                       | Emerson Dias                    | [ 38 ] [ 39 ]               |
| 2024                                  | Campeã       | Especial | Uma Onça Arretada no Nordeste                                                   | Jeferson Lima                                                        | Emerson Dias e Fernandinho      | [ 40 ]                      |
| 2025                                  | 5º lugar     | Especial | O Sagrado Rugido Guarani                                                        | Davi Gbanna                                                          | Pitty de Menezes                |                             |

## Títulos
| Títulos da Cova da Onça | Títulos da Cova da Onça | Títulos da Cova da Onça                                                                                     |
| ----------------------- | ----------------------- | --- |
| Divisão                 | Títulos                 | Carnavais                                                                                                   |
| Grupo Especial          | 18                      | 1972, 1974, 1976, 1977, 1983, 1984, 1985, 1987, 1995, 1996, 2005, 2007, 2010, 2011, 2012, 2013, 2020 e 2024 |